# زینی
زینی یک روستا در ایران است که در دهستان باقران واقع شده‌است. زینی ۱۲۴ نفر جمعیت دارد.